# Irene của Hessen và Rhein
Irene của Hessen và Rhein (Irene Luise Marie Anne; 11 tháng 7 năm 1866 – 11 tháng 11 năm 1953), sau là Vương tức Heinrich của Phổ, là người con thứ ba của Alice của Liên hiệp Anh và Ludwig IV của Hessen và Rhein. Ông bà ngoại của Irene là Victoria I của Liên hiệp Anh và Albrecht xứ Sachsen-Coburg và Gotha. Ông bà nội của Irene là Karl xứ Hessen và Rhein và Elisabeth của Phổ. Irene là vợ của Heinrich của Phổ, em trai của Hoàng đế Đức Wilhelm II cũng như là anh họ của mình. SS Prinzessin Irene, một con tàu của Công ty tàu Norddeutscher Lloyd, được đặt theo tên của Irene.
Anh chị em của Irene bao gồm Victoria, vợ của Louis xứ Battenberg, Elisabeth, vợ của Đại vương công Sergey Aleksandrovich của Nga, Ernst Ludwig I, Đại Công tước của Hessen và Rhein, và Alix, vợ của Hoàng đế Nikolai II của Nga. Giống như em gái của mình là Alix, Irene cũng là người mang gen bệnh máu khó đông và hai chị em Elisabeth và Alix của Irene đã qua đời tại Nga bởi những người thuộc phe Bolshevik.

## Những năm đầu đời

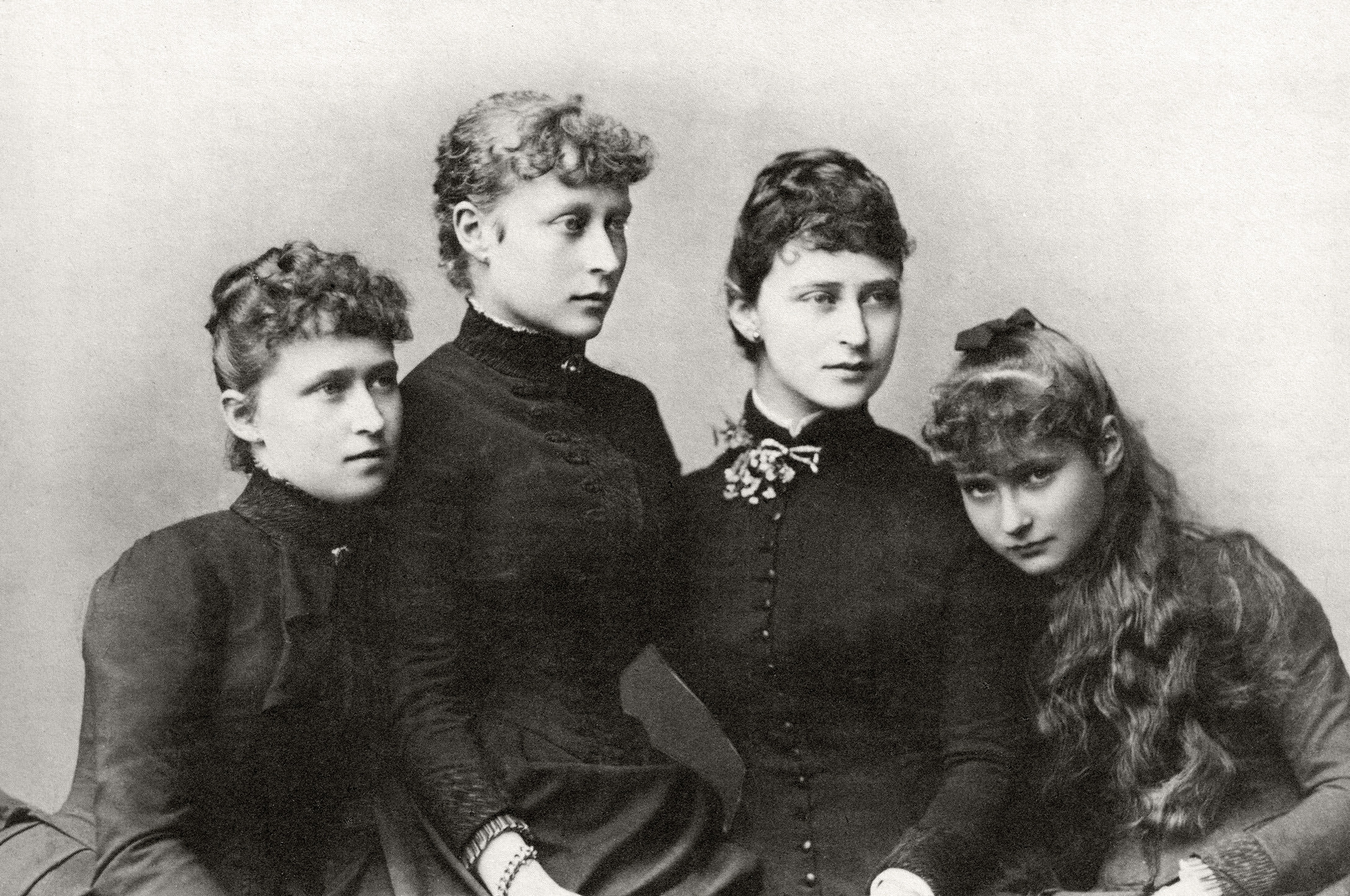
Đại Công nữ Irene, Victoria, Elisabeth và Alix của Hessen năm 1885

Đại Công nữ được đặt tên đầu tiên là Irene, được lấy từ tiếng Hy Lạp có nghĩa là "hòa bình" vì được sinh ra vào cuối Chiến tranh Áo-Phổ. Alice nhìn nhận Irene là một đứa trẻ kém hấp dẫn và từng viết cho chị gái của mình Victoria rằng Đại Công nữ "không được xinh xắn". Irene không được coi là một người đẹp tuyệt vời như hai người chị em Elisabeth và Alix, nhưng lại là người có tính cách dễ chịu và hòa đồng. Vương nữ Alice chủ trương nuôi dạy các con gái của mình theo lối sống giản dị. Những đứa trẻ được chăm coi bởi một bảo mẫu người Anh và được cho ăn những bữa ăn đơn giản gồm bánh gạo, táo nướng cũng như là mặc những bộ trang phục có thiết kế đơn giản. Các con gái của Alice cũng được hướng dẫn tự làm việc nhà như nướng bánh, dọn giường, đốt lửa, quét nhà và lau bụi trong phòng. Alice cũng coi trọng việc giúp đỡ người nghèo và thường đưa các con gái đến thăm các bệnh viện và tổ chức từ thiện.

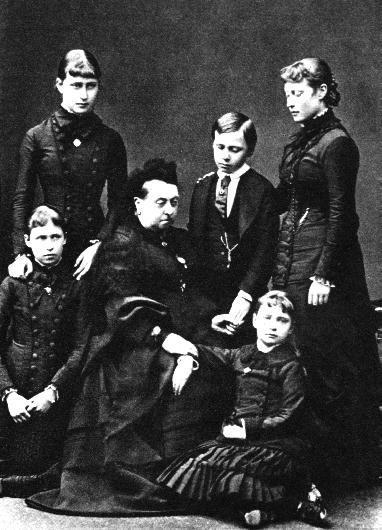
Irene của Hessen và Rhein, trong tư thế quỳ gối ở bên trái, cùng với bà ngoại là Victoria I của Liên hiệp Anh và từ trái sang phải là Elisabeth, em trai Ernst Ludwig, chị gái Victoria và em gái Alix trong tư thế ngồi. Ảnh chụp vào tháng 2 năm 1879, hai tháng sau cái chết của mẹ là Alice của Liên hiệp Anh và em gái Marie của Hessen và Rhein.

Gia đình của Irene lâm vào cảnh đau buồn vào năm 1873, khi người em trai mắc bệnh máu khó đông của Irene là Friedrich, thường gọi là "Frittie", đã rơi qua cửa sổ đang mở, đập đầu vào lan can và qua đời vài giờ sau đó vì xuất huyết não. Trong những tháng tiếp theo từ khi Friedrich qua đời, Alice thường xuyên đưa các con đến mộ con trai để cầu nguyện và rất u sầu vào những ngày kỷ niệm liên quan đến người con trai xấu số. Vào mùa thu năm 1878, Irene, các anh chị em (trừ chị gái thứ Elisabeth) và cha mắc bệnh bạch hầu. Em gái Marie của Irene, thường gọi là "May", đã qua đời vì căn bệnh này. Vương nữ Alice, kiệt sức vì nuôi con, cũng đã bị nhiễm bệnh. Biết mình có thể không qua khỏi nên đã viết di chúc, trong đó  bao gồm những chỉ dẫn về cách nuôi dạy các con gái của Vương nữ và phương hướng quản lý gia đình. Alice sau đó qua đời vào ngày 14 tháng 12 năm 1878 vì căn bệnh bạch hầu.

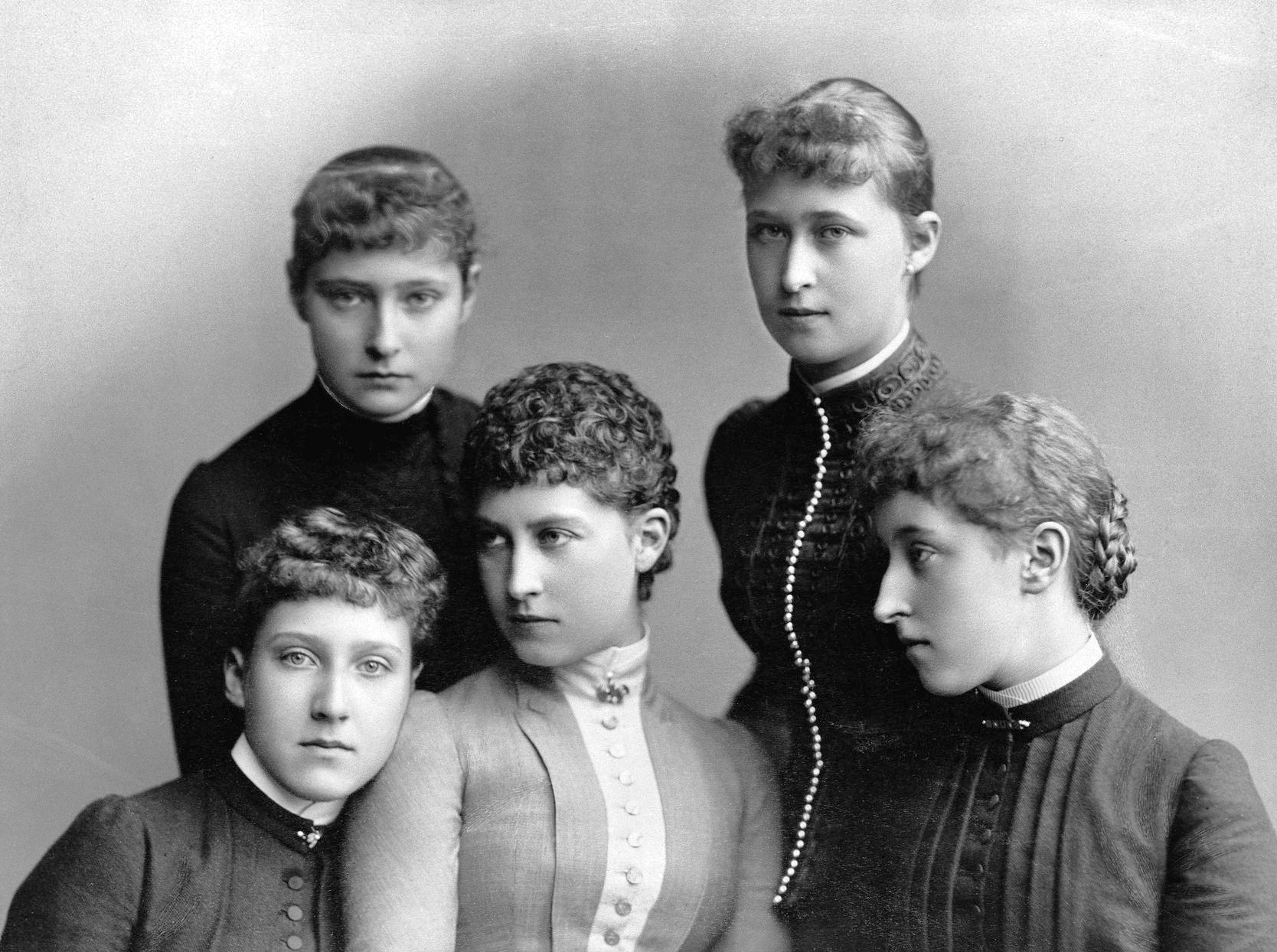
Từ trái qua phải (hàng phía sau): Alix, và Irene của Hessen; (hàng phía trước): Các chị em họ của Irene là Marie Louise của Schleswig-Holstein, Charlotte của Phổ và Helena Victoria của Schleswig-Holstein năm 1885

Sau cái chết của Alice, Nữ vương Victoria quyết định đảm nhiệm vai trò người mẹ cho những đứa cháu nhà Hessen của mình. Irene cùng chị gái và các em tận hưởng những ngày lễ hàng năm ở Anh và bà ngoại của họ đã gửi yêu cầu cho phó mẫu của họ hướng dẫn các chị em trong việc học hành và phê duyệt các mẫu trang phục của họ. Cùng với em gái Alix, Irene là phù dâu trong đám cưới năm 1885 của dì là Vương nữ Beatrice của Liên hiệp Anh với Thân vương tử Heinrich xứ Battenberg.

## Hôn nhân

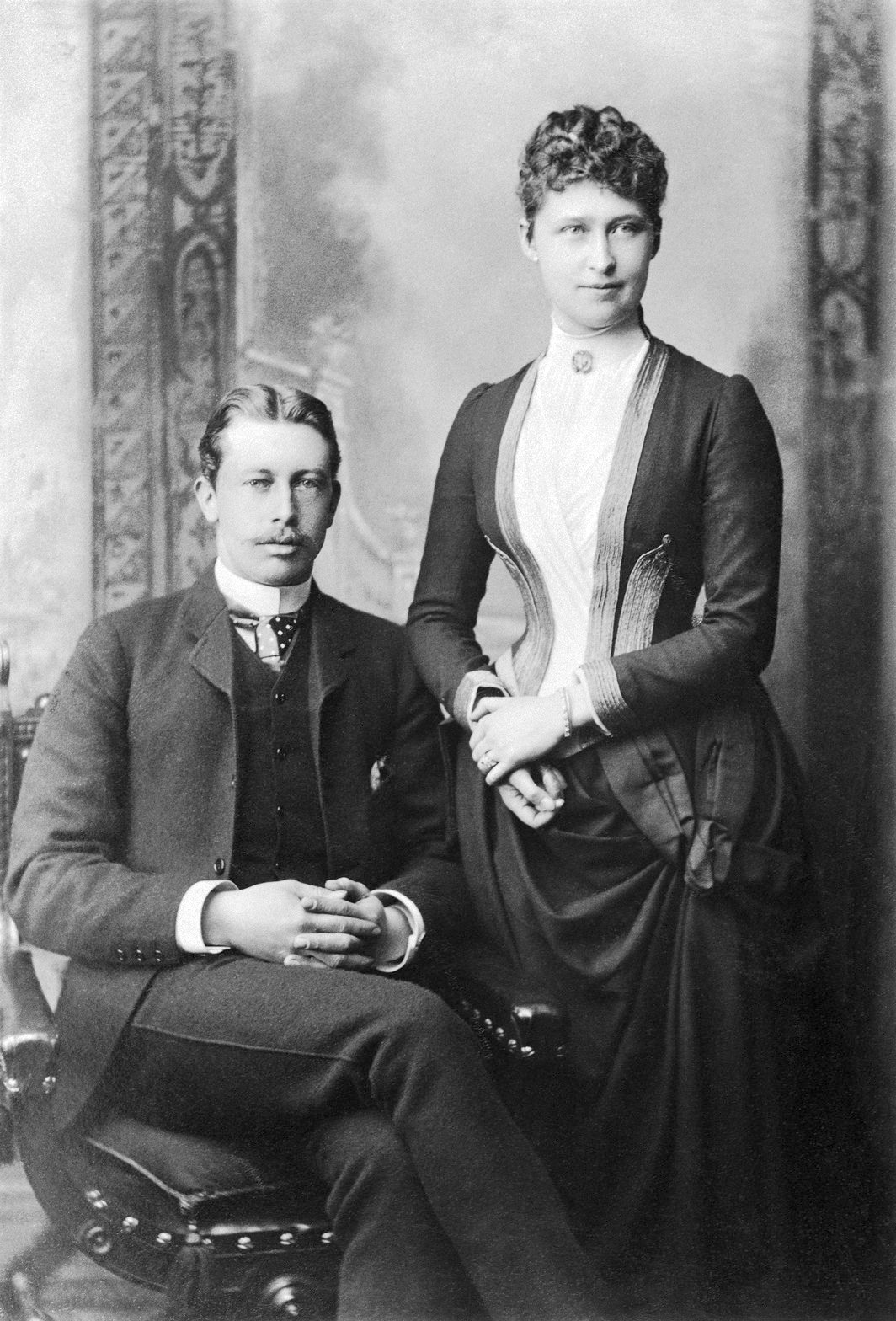
Irene của Hessen và Heinrich của Phổ năm 1887.

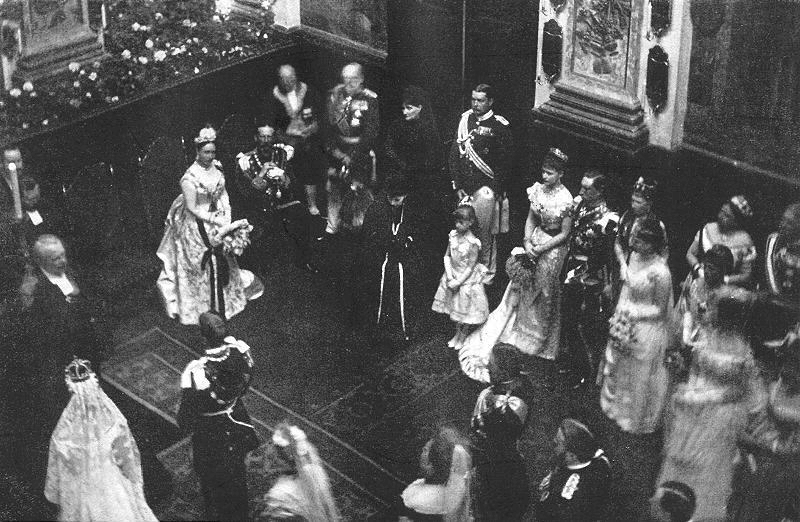
Đám cưới của Irene và Heinrich năm 1888.

Irene kết hôn với Heinrich của Phổ, người con thứ ba và con trai thứ hai của Hoàng đế Friedrich III của Đức và Victoria của Liên hiệp Anh, Vương nữ Vương thất vào ngày 24 tháng 5 năm 1888 tại nhà nguyện của Cung điện Charlottenburg ở Berlin. Vì mẹ của hai người là chị em nên Irene và Heinrch cũng là anh em họ. Cuộc hôn nhân của hai người khiến bà ngoại của cả hai là Nữ vương Victoria không hài lòng vì nữ vương không được thông báo về mối quan hệ cho đến khi họ quyết định kết hôn. Vào thời điểm diễn ra buổi lễ, người bác và bố chồng của Irene, Friedrich III đang trong cơn nguy tử vì bệnh ung thư vòm họng, và chưa đầy một tháng sau buổi lễ, người anh họ cũng như là anh chồng của Irene đã lên ngôi với trị hiệu là Wilhelm II. Mẹ của Heinrich, Hoàng thái hậu Victoria, rất yêu quý Irene. Tuy nhiên, Hoàng thái hậu Victoria đã sốc vì Irene không đội khăn choàng hay khăn quàng cổ để che đậy việc mang thai khi Irene mang thai đứa con trai đầu lòng là Vưng tôn Waldemar, người bị mắc bệnh máu khó đông, vào năm 1889. Thái hậu Victoria, người bị thu hút bởi chính trị và các sự kiện thời sự, cũng không hiểu tại sao Heinrich và Irene không bao giờ đọc báo. Tuy nhiên, cặp đôi đã có một cuộc hôn nhân hạnh phúc và họ được họ hàng gọi là "Cặp đôi hòa nhã" vì tính cách dễ chịu. Irene và Heinrich có với nhau ba người con trai.

## Con cái
| Tên                                                                 | Sinh                 | Mất                  |
| ------------------------------------------------------------------- | -------------------- | -------------------- |
| Vương tôn Waldemar Wilhelm Ludwig Friedrich Viktor Heinrich của Phổ | 20 tháng 3 năm 1889  | 2 tháng 5 năm 1945   |
| Vương tôn Wilhelm Viktor Karl August Heinrich Sigismund của Phổ     | 27 tháng 11 năm 1896 | 14 tháng 11 năm 1978 |
| Vương tôn Heinrich Viktor Ludwig Friedrich của Phổ                  | 9 tháng 1 năm 1900   | 26 tháng 2 năm 1904  |

## Mối quan hệ trong gia đình

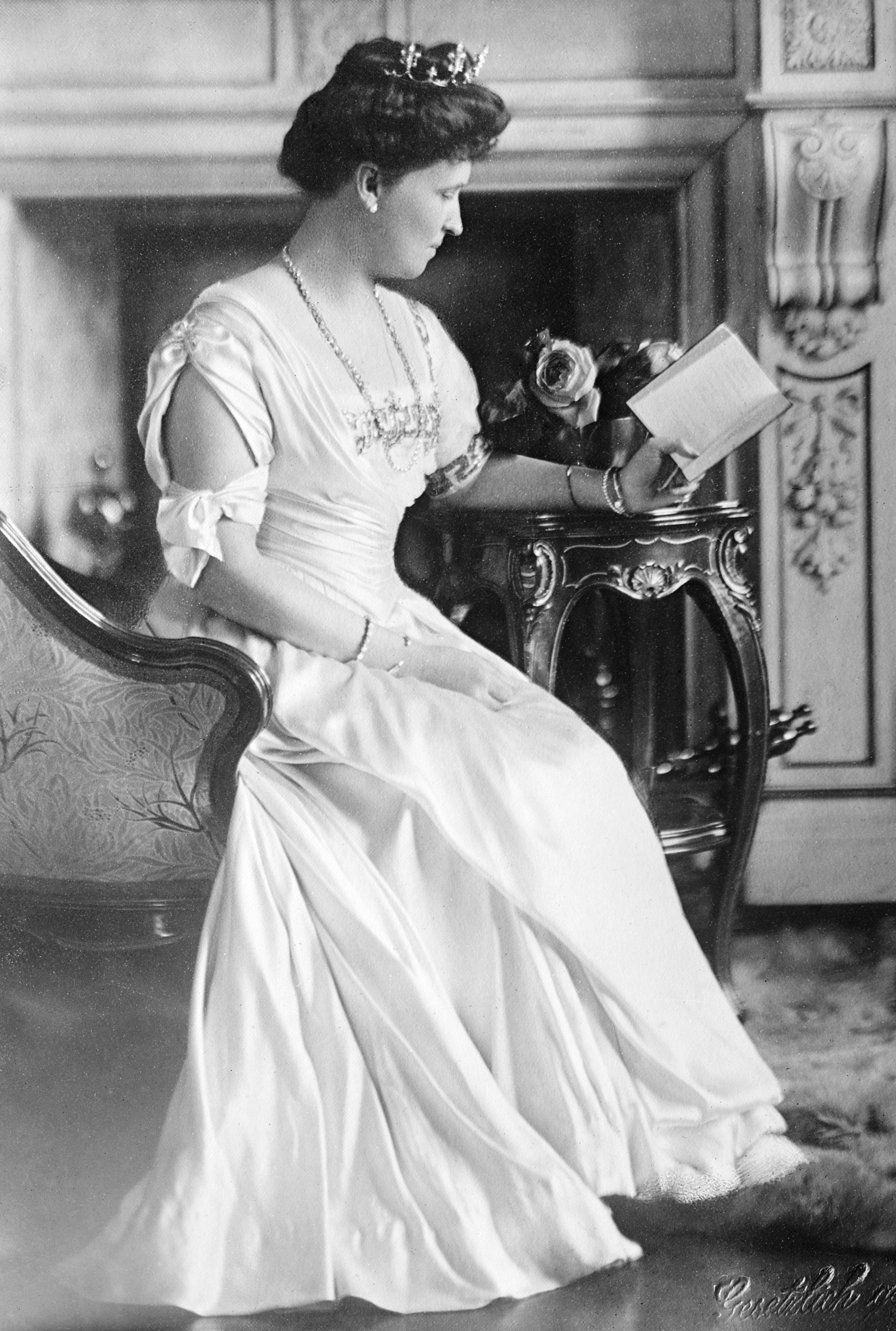
Vương tức Irene của Phổ năm 1902

Irene đã truyền gen bệnh máu khó đông cho hai người con trai cả và út là Waldemar và Heinrich. Sức khỏe của Waldemar khiến Irene lo ngại ngay từ khi còn nhỏ. Sau đó, Irene đã rất đau khổ khi đứa con út, Heinrich, bốn tuổi, qua đời sau khi bị ngã và bị va đập vào đầu vào tháng 2 năm 1904. Sáu tháng sau cái chết của Heinrich bé bỏng, Irene trở thành dì của Thái tử Aleksey của Nga, con trai duy nhất của em út Alix, Hoàng hậu Alexandra, cũng không may mắc bệnh máu khó đông.
Vốn được nuôi dạy để tin vào những quy tắc ứng xử của thời Victoria, Irene dễ bị sốc trước những gì mà bản thân coi là không đúng mực. Năm 1884, cùng năm mà chị gái Victoria kết hôn với Louis xứ Battenberg, một người chị khác, Elisabeth, kết hôn với Sergey Aleksandrovich của Nga, và khi Elisabeth chuyển từ Đức tin Luther sang Chính thống giáo Nga vào năm 1891, đã khiến Irene vô cùng đau buồn. Irene đã viết thư cho cha mình rằng mình đã "khóc rất nhiều" trước quyết định của Elisabeth. Năm 1892, cha của Irene, Đại Công tước Ludwig IV qua đời và em trai Ernst, kế vị cha trở thành Đại Công tước xứ Hessen. Hai năm sau, vào tháng 5 năm 1894, Ernst Ludwig được Nữ vương Victoria gả cho người em họ Victoria Melita của Sachsen-Coburg và Gotha. Trong lúc những hoạt động chúc mừng hôn lễ của Ernest Ludwig và Victoria Melita đang diễn ra, em gái Alix của Irene đã chấp nhận lời cầu hôn của Thái tử Nikolai của Nga. Khi cha của Nikolai, Hoàng đế Aleksandr III qua đời vào tháng 11 năm 1894, Irene và chồng đã đến Sankt-Petersburg để dự đám tang của Aleksandr III và đám cưới của Alix, người đã lấy tên là Aleksandra Fyodorovna khi cải đạo sang Chính thống giáo Nga. Mặc dù không hài lòng về việc hai người chị em của mình chuyển sang Chính thống giáo Nga, Irene vẫn thân thiết với tất cả các anh chị em của mình. Năm 1907, Irene đã giúp sắp xếp cuộc hôn nhân giữa mọt người họ hàng bên chồng của Elisabeth là Nữ Đại vương công Mariya Pavlovna của Nga và Vương tử Wilhelm của Thụy Điển, Công tước xứ Södermanland. Mẹ của Wilhelm, Vương hậu Viktoria của Thụy Điển là một người bạn cũ của cả Irene và Elisabeth. Mariya Pavlovna sau đó đã chia sẻ rằng Irene đã gây áp lực buộc mình phải chấp nhận cuộc hôn nhân khi bản thân vẫn còn ngờ vực. Irene đã nói với Mariya rằng việc hủy bỏ hôn ước sẽ "giết chết" Elisabeth. Năm 1912, Irene là người đã động viên em gái Alix khi Aleksey suýt qua đời vì biến chứng của bệnh máu khó đông tại khu săn bắn của Vương thất ở Ba Lan.

## Cuộc sống sau này

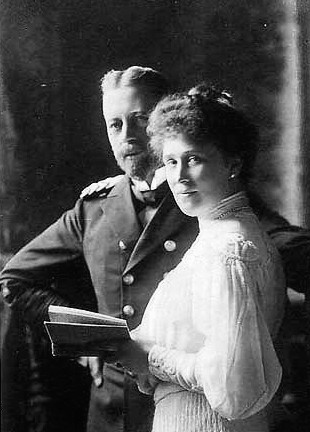
Irene của Hessen và Heinrich của Phổ.

Mối quan hệ của Irene với các chị em gái của cô đã bị ảnh hưởng do sự bùng nổ của Chiến tranh thế giới thứ nhất, khiến cho các chị em đứng về hai phe đối lập trong cuộc chiến. Khi chiến tranh kết thúc, Irene nhận được tin rằng Alix cùng gia đình và chị gái Elisabeth đã bị những người thuộc phe Bolshevik giết hại.
Khi Anna Anderson xuất hiện ở Berlin vào đầu những năm 1920 và tự xưng là Nữ Đại vương công Anastasiya Nikolayevna của Nga, Irene đã đến thăm người phụ nữ này và quả quyết rằng Anderson không thể là cháu gái mà mình đã gặp lần cuối vào năm 1913.
| “ | "I saw immediately that she could not be one of my nieces. Even though I had not seen them for nine years, the fundamental facial characteristics could not have altered to that degree, in particular the position of the eyes, the ear, etc. .. At first sight one could perhaps detect a resemblance to Grand Duchess Tatiana." | ” |

| “ | Ta đã ngay lập tức nhận ra rằng cô ta không thể nào là một trong những người cháu của ta. Kể cả khi ta đã không thấy chúng trong chín năm, những đường nét gương mặt cơ bản không thể thay đổi nhiều đến vậy, đặc biệt là vị trí của mắt, tai và hơn thế nữa... Trong lần gặp đầu tiên, người ta có lẽ nhận định có tương đồng với Nữ Đại vương công Tatiana. | ” |

Nữ Đại vương công Olga Aleksandrovna, em gái của Nikolai II đã nhận định về chuyến thăm của Irene như sau:
| “ | "It was an unsatisfactory meeting, but the woman's supporters said that Princess Irene had not known her niece very well and all the rest of it." | ” |

| “ | "Đó là cuộc gặp mặt không mấy dễ chịu. Nhưng những người ủng hộ người phụ nữ đó cho rằng Irene không biết gì nhiều về cháu gái của mình." | ” |

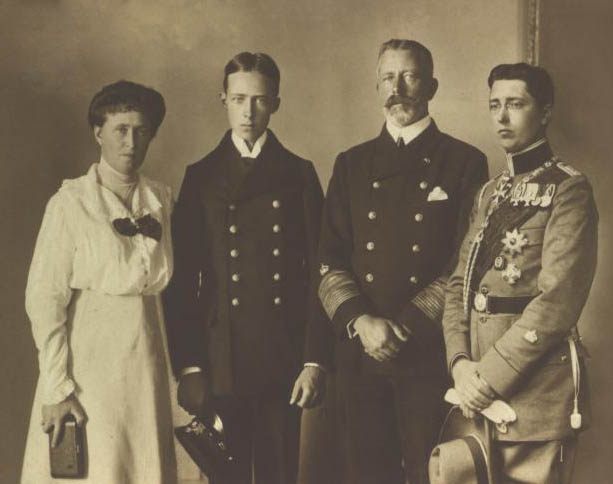
Irene và chồng, Heinrich của Phổ cùng hai người con trai Sigismund ở bên trái và Waldemar ở bên phải.

Heinrich đã nói rằng việc nhắc đến Anna Anderson khiến Irene khó chịu rất nhiều và ra lệnh rằng không ai được nhắc đến Anna Anderson khi có mặt vợ. Heinrich qua đời năm 1929. Người viết tiểu sử của Anna Anderson là Peter Kurth đã viết rằng vài năm sau, con trai của Irene là Sigismund đã đặt câu hỏi cho Anderson thông qua một người trung gian về tuổi thơ của mình với Anastasiya và tuyên bố rằng tất cả các câu trả lời của Anna Anderson đều chính xác. Irene sau này đã nhận con gái của Sigismund là Barbara, sinh năm 1920, làm người thừa kế của mình sau khi Sigismund rời Đức đến sống ở Costa Rica trong những năm 1930. Sigismund đã từ chối trở lại Đức để sống sau Chiến tranh thế giới thứ hai.

## Huân chương
- Đại Công quốc Hessen: Bậc Dame của Huân chương Sư tử Vàng, 21 tháng 3 năm 1883[25]
- Vương quốc Phổ:[26]
  - Bậc Dame của Huân chương Luise, Hạng 1
  - Bậc Dame của Huân chương Wilhelm
  - Huân chương Hồng Thập tự, Đẳng thứ 1, 22 tháng 10 năm 1898[27]
- Vương quốc Bayern: Huân chương Merit Cross dành cho các Y tá Tình nguyện[28]
- Áo-Hung: Bậc Grand Cross của Huân chương Elisabeth, năm 1900[29]
- Đế quốc Nga: Bậc Grand Cross của Huân chương Thánh Yekaterina[28]
- Liên hiệp Anh:
  - Huân chương Đại lễ Vàng của Nữ vương Victoria, năm 1887[30]
  - Huân chương Vương thất Victoria và Albert, Đẳng thứ 2[31]

## Gia phả
| \| \| \| \| \| \| \| \| \| \| \| \| \| \| \| \| \| \| \| \| 16. Ludwig I xứ Hessen và Rhein[32] \| \| \| \| \| \| \| \| \| \| \| \| \| \| \| \| \| \| \| \| \| \| \| \| \| \| \| \| \| \| \| \| \| \| \| \| \| \| \| \| \| \| \| \| \| \| \| \| \| \| \| \| \| \| 8. Ludwig II xứ Hessen và Rhein[33] \| \| \| \| \| \| \| \| \| \| \| \| \| \| \| \| \| \| \| \| \| \| \| \| \| \| \| \| \| \| \| \| \| \| \| \| \| \| \| \| \| \| \| \| \| \| \| \| \| \| \| \| \| \| 17. Luise Henriette Karoline xứ Hessen-Darmstadt[32] \| \| \| \| \| \| \| \| \| \| \| \| \| \| \| \| \| \| \| \| \| \| \| \| \| \| \| \| \| \| \| \| \| \| \| \| \| \| \| \| \| \| \| \| \| \| \| \| \| \| \| \| \| \| 4. Karl xứ Hessen và Rhein[34] \| \| \| \| \| \| \| \| \| \| \| \| \| \| \| \| \| \| \| \| \| \| \| \| \| \| \| \| \| \| \| \| \| \| \| \| \| \| \| \| \| \| \| \| \| \| \| \| \| \| \| \| \| \| 18. Karl Ludwig xứ Baden[35] \| \| \| \| \| \| \| \| \| \| \| \| \| \| \| \| \| \| \| \| \| \| \| \| \| \| \| \| \| \| \| \| \| \| \| \| \| \| \| \| \| \| \| \| \| \| \| \| \| \| \| \| \| \| 9. Wilhelmine xứ Baden[33] \| \| \| \| \| \| \| \| \| \| \| \| \| \| \| \| \| \| \| \| \| \| \| \| \| \| \| \| \| \| \| \| \| \| \| \| \| \| \| \| \| \| \| \| \| \| \| \| \| \| \| \| \| \| 19. Amalie xứ Hessen-Darmstadt[35] \| \| \| \| \| \| \| \| \| \| \| \| \| \| \| \| \| \| \| \| \| \| \| \| \| \| \| \| \| \| \| \| \| \| \| \| \| \| \| \| \| \| \| \| \| \| \| \| \| \| \| \| \| \| 2. Ludwig IV của Hessen và Rhein[36] \| \| \| \| \| \| \| \| \| \| \| \| \| \| \| \| \| \| \| \| \| \| \| \| \| \| \| \| \| \| \| \| \| \| \| \| \| \| \| \| \| \| \| \| \| \| \| \| \| \| \| \| \| \| 20. Friedrich Wilhelm II của Phổ[37] \| \| \| \| \| \| \| \| \| \| \| \| \| \| \| \| \| \| \| \| \| \| \| \| \| \| \| \| \| \| \| \| \| \| \| \| \| \| \| \| \| \| \| \| \| \| \| \| \| \| \| \| \| \| 10. Friedrich Wilhelm Karl của Phổ[38] \| \| \| \| \| \| \| \| \| \| \| \| \| \| \| \| \| \| \| \| \| \| \| \| \| \| \| \| \| \| \| \| \| \| \| \| \| \| \| \| \| \| \| \| \| \| \| \| \| \| \| \| \| \| 21. Friederike Luise xứ Hessen-Darmstadt[37] \| \| \| \| \| \| \| \| \| \| \| \| \| \| \| \| \| \| \| \| \| \| \| \| \| \| \| \| \| \| \| \| \| \| \| \| \| \| \| \| \| \| \| \| \| \| \| \| \| \| \| \| \| \| 5. Elisabeth của Phổ[34] \| \| \| \| \| \| \| \| \| \| \| \| \| \| \| \| \| \| \| \| \| \| \| \| \| \| \| \| \| \| \| \| \| \| \| \| \| \| \| \| \| \| \| \| \| \| \| \| \| \| \| \| \| \| 22. Friedrich V xứ Hessen-Homburg[39] \| \| \| \| \| \| \| \| \| \| \| \| \| \| \| \| \| \| \| \| \| \| \| \| \| \| \| \| \| \| \| \| \| \| \| \| \| \| \| \| \| \| \| \| \| \| \| \| \| \| \| \| \| \| 11. Maria Anna Amalie xứ Hessen-Homburg[38] \| \| \| \| \| \| \| \| \| \| \| \| \| \| \| \| \| \| \| \| \| \| \| \| \| \| \| \| \| \| \| \| \| \| \| \| \| \| \| \| \| \| \| \| \| \| \| \| \| \| \| \| \| \| 23. Karoline xứ Hessen-Darmstadt[39] \| \| \| \| \| \| \| \| \| \| \| \| \| \| \| \| \| \| \| \| \| \| \| \| \| \| \| \| \| \| \| \| \| \| \| \| \| \| \| \| \| \| \| \| \| \| \| \| \| \| \| \| \| \| 1. Irene của Hessen và Rhein \| \| \| \| \| \| \| \| \| \| \| \| \| \| \| \| \| \| \| \| \| \| \| \| \| \| \| \| \| \| \| \| \| \| \| \| \| \| \| \| \| \| \| \| \| \| \| \| \| \| \| \| \| \| 24. George III của Liên hiệp Anh[40] \| \| \| \| \| \| \| \| \| \| \| \| \| \| \| \| \| \| \| \| \| \| \| \| \| \| \| \| \| \| \| \| \| \| \| \| \| \| \| \| \| \| \| \| \| \| \| \| \| \| \| \| \| \| 12. Edward của Liên hiệp Anh và Hannover[36] \| \| \| \| \| \| \| \| \| \| \| \| \| \| \| \| \| \| \| \| \| \| \| \| \| \| \| \| \| \| \| \| \| \| \| \| \| \| \| \| \| \| \| \| \| \| \| \| \| \| \| \| \| \| 25. Charlotte xứ Mecklenburg-Strelitz[40] \| \| \| \| \| \| \| \| \| \| \| \| \| \| \| \| \| \| \| \| \| \| \| \| \| \| \| \| \| \| \| \| \| \| \| \| \| \| \| \| \| \| \| \| \| \| \| \| \| \| \| \| \| \| 6. Victoria I của Liên hiệp Anh[36] \| \| \| \| \| \| \| \| \| \| \| \| \| \| \| \| \| \| \| \| \| \| \| \| \| \| \| \| \| \| \| \| \| \| \| \| \| \| \| \| \| \| \| \| \| \| \| \| \| \| \| \| \| \| 26. Franz I xứ Sachsen-Coburg-Saalfeld (= 28) [40] \| \| \| \| \| \| \| \| \| \| \| \| \| \| \| \| \| \| \| \| \| \| \| \| \| \| \| \| \| \| \| \| \| \| \| \| \| \| \| \| \| \| \| \| \| \| \| \| \| \| \| \| \| \| 13. Victoire xứ Sachsen-Coburg-Saalfeld[36] \| \| \| \| \| \| \| \| \| \| \| \| \| \| \| \| \| \| \| \| \| \| \| \| \| \| \| \| \| \| \| \| \| \| \| \| \| \| \| \| \| \| \| \| \| \| \| \| \| \| \| \| \| \| 27. Auguste Reuß xứ Ebersdorf (= 29)[40] \| \| \| \| \| \| \| \| \| \| \| \| \| \| \| \| \| \| \| \| \| \| \| \| \| \| \| \| \| \| \| \| \| \| \| \| \| \| \| \| \| \| \| \| \| \| \| \| \| \| \| \| \| \| 3. Alice của Liên hiệp Anh[36] \| \| \| \| \| \| \| \| \| \| \| \| \| \| \| \| \| \| \| \| \| \| \| \| \| \| \| \| \| \| \| \| \| \| \| \| \| \| \| \| \| \| \| \| \| \| \| \| \| \| \| \| \| \| 28. Franz I xứ Sachsen-Coburg-Saalfeld (= 26)[40] \| \| \| \| \| \| \| \| \| \| \| \| \| \| \| \| \| \| \| \| \| \| \| \| \| \| \| \| \| \| \| \| \| \| \| \| \| \| \| \| \| \| \| \| \| \| \| \| \| \| \| \| \| \| 14. Ernst I xứ Sachsen-Coburg và Gotha[36] \| \| \| \| \| \| \| \| \| \| \| \| \| \| \| \| \| \| \| \| \| \| \| \| \| \| \| \| \| \| \| \| \| \| \| \| \| \| \| \| \| \| \| \| \| \| \| \| \| \| \| \| \| \| 29. Auguste Reuß xứ Ebersdorf (= 27)[40] \| \| \| \| \| \| \| \| \| \| \| \| \| \| \| \| \| \| \| \| \| \| \| \| \| \| \| \| \| \| \| \| \| \| \| \| \| \| \| \| \| \| \| \| \| \| \| \| \| \| \| \| \| \| 7. Albrecht xứ Sachsen-Coburg và Gotha[36] \| \| \| \| \| \| \| \| \| \| \| \| \| \| \| \| \| \| \| \| \| \| \| \| \| \| \| \| \| \| \| \| \| \| \| \| \| \| \| \| \| \| \| \| \| \| \| \| \| \| \| \| \| \| 30. August I xứ Sachsen-Gotha-Altenburg[40] \| \| \| \| \| \| \| \| \| \| \| \| \| \| \| \| \| \| \| \| \| \| \| \| \| \| \| \| \| \| \| \| \| \| \| \| \| \| \| \| \| \| \| \| \| \| \| \| \| \| \| \| \| \| 15. Luise Pauline xứ Sachsen-Gotha-Altenburg[36] \| \| \| \| \| \| \| \| \| \| \| \| \| \| \| \| \| \| \| \| \| \| \| \| \| \| \| \| \| \| \| \| \| \| \| \| \| \| \| \| \| \| \| \| \| \| \| \| \| \| \| \| \| \| 31. Luise Charlotte xứ Mecklenburg-Schwerin[40] \| \| \| \| \| \| \| \| \| \| \| \| \| \| \| \| \| \| \| \| \| \| \| \| \| \| \| \| \| \| \| \| \| \| \| \| \| \| \| \| \| \| \| \| \| \| \| \| \| \| \| \| |                                                  |  |  |  |  |  |  |  |  |  |  |  |  |  |  |  |
| |                                                  |  |  |  |  |  |  |  |  |  |  |  |  |  |  |  |
| | 16. Ludwig I xứ Hessen và Rhein                  |  |  |  |  |  |  |  |  |  |  |  |  |  |  |  |
| |                                                  |  |  |  |  |  |  |  |  |  |  |  |  |  |  |  |
| |                                                  |  |  |  |  |  |  |  |  |  |  |  |  |  |  |  |
| | 8. Ludwig II xứ Hessen và Rhein                  |  |  |  |  |  |  |  |  |  |  |  |  |  |  |  |
| |                                                  |  |  |  |  |  |  |  |  |  |  |  |  |  |  |  |
| |                                                  |  |  |  |  |  |  |  |  |  |  |  |  |  |  |  |
| | 17. Luise Henriette Karoline xứ Hessen-Darmstadt |  |  |  |  |  |  |  |  |  |  |  |  |  |  |  |
| |                                                  |  |  |  |  |  |  |  |  |  |  |  |  |  |  |  |
| |                                                  |  |  |  |  |  |  |  |  |  |  |  |  |  |  |  |
| | 4. Karl xứ Hessen và Rhein                       |  |  |  |  |  |  |  |  |  |  |  |  |  |  |  |
| |                                                  |  |  |  |  |  |  |  |  |  |  |  |  |  |  |  |
| |                                                  |  |  |  |  |  |  |  |  |  |  |  |  |  |  |  |
| | 18. Karl Ludwig xứ Baden                         |  |  |  |  |  |  |  |  |  |  |  |  |  |  |  |
| |                                                  |  |  |  |  |  |  |  |  |  |  |  |  |  |  |  |
| |                                                  |  |  |  |  |  |  |  |  |  |  |  |  |  |  |  |
| | 9. Wilhelmine xứ Baden                           |  |  |  |  |  |  |  |  |  |  |  |  |  |  |  |
| |                                                  |  |  |  |  |  |  |  |  |  |  |  |  |  |  |  |
| |                                                  |  |  |  |  |  |  |  |  |  |  |  |  |  |  |  |
| | 19. Amalie xứ Hessen-Darmstadt                   |  |  |  |  |  |  |  |  |  |  |  |  |  |  |  |
| |                                                  |  |  |  |  |  |  |  |  |  |  |  |  |  |  |  |
| |                                                  |  |  |  |  |  |  |  |  |  |  |  |  |  |  |  |
| | 2. Ludwig IV của Hessen và Rhein                 |  |  |  |  |  |  |  |  |  |  |  |  |  |  |  |
| |                                                  |  |  |  |  |  |  |  |  |  |  |  |  |  |  |  |
| |                                                  |  |  |  |  |  |  |  |  |  |  |  |  |  |  |  |
| | 20. Friedrich Wilhelm II của Phổ                 |  |  |  |  |  |  |  |  |  |  |  |  |  |  |  |
| |                                                  |  |  |  |  |  |  |  |  |  |  |  |  |  |  |  |
| |                                                  |  |  |  |  |  |  |  |  |  |  |  |  |  |  |  |
| | 10. Friedrich Wilhelm Karl của Phổ               |  |  |  |  |  |  |  |  |  |  |  |  |  |  |  |
| |                                                  |  |  |  |  |  |  |  |  |  |  |  |  |  |  |  |
| |                                                  |  |  |  |  |  |  |  |  |  |  |  |  |  |  |  |
| | 21. Friederike Luise xứ Hessen-Darmstadt         |  |  |  |  |  |  |  |  |  |  |  |  |  |  |  |
| |                                                  |  |  |  |  |  |  |  |  |  |  |  |  |  |  |  |
| |                                                  |  |  |  |  |  |  |  |  |  |  |  |  |  |  |  |
| | 5. Elisabeth của Phổ                             |  |  |  |  |  |  |  |  |  |  |  |  |  |  |  |
| |                                                  |  |  |  |  |  |  |  |  |  |  |  |  |  |  |  |
| |                                                  |  |  |  |  |  |  |  |  |  |  |  |  |  |  |  |
| | 22. Friedrich V xứ Hessen-Homburg                |  |  |  |  |  |  |  |  |  |  |  |  |  |  |  |
| |                                                  |  |  |  |  |  |  |  |  |  |  |  |  |  |  |  |
| |                                                  |  |  |  |  |  |  |  |  |  |  |  |  |  |  |  |
| | 11. Maria Anna Amalie xứ Hessen-Homburg          |  |  |  |  |  |  |  |  |  |  |  |  |  |  |  |
| |                                                  |  |  |  |  |  |  |  |  |  |  |  |  |  |  |  |
| |                                                  |  |  |  |  |  |  |  |  |  |  |  |  |  |  |  |
| | 23. Karoline xứ Hessen-Darmstadt                 |  |  |  |  |  |  |  |  |  |  |  |  |  |  |  |
| |                                                  |  |  |  |  |  |  |  |  |  |  |  |  |  |  |  |
| |                                                  |  |  |  |  |  |  |  |  |  |  |  |  |  |  |  |
| | 1. Irene của Hessen và Rhein                     |  |  |  |  |  |  |  |  |  |  |  |  |  |  |  |
| |                                                  |  |  |  |  |  |  |  |  |  |  |  |  |  |  |  |
| |                                                  |  |  |  |  |  |  |  |  |  |  |  |  |  |  |  |
| | 24. George III của Liên hiệp Anh                 |  |  |  |  |  |  |  |  |  |  |  |  |  |  |  |
| |                                                  |  |  |  |  |  |  |  |  |  |  |  |  |  |  |  |
| |                                                  |  |  |  |  |  |  |  |  |  |  |  |  |  |  |  |
| | 12. Edward của Liên hiệp Anh và Hannover         |  |  |  |  |  |  |  |  |  |  |  |  |  |  |  |
| |                                                  |  |  |  |  |  |  |  |  |  |  |  |  |  |  |  |
| |                                                  |  |  |  |  |  |  |  |  |  |  |  |  |  |  |  |
| | 25. Charlotte xứ Mecklenburg-Strelitz            |  |  |  |  |  |  |  |  |  |  |  |  |  |  |  |
| |                                                  |  |  |  |  |  |  |  |  |  |  |  |  |  |  |  |
| |                                                  |  |  |  |  |  |  |  |  |  |  |  |  |  |  |  |
| | 6. Victoria I của Liên hiệp Anh                  |  |  |  |  |  |  |  |  |  |  |  |  |  |  |  |
| |                                                  |  |  |  |  |  |  |  |  |  |  |  |  |  |  |  |
| |                                                  |  |  |  |  |  |  |  |  |  |  |  |  |  |  |  |
| | 26. Franz I xứ Sachsen-Coburg-Saalfeld (= 28)    |  |  |  |  |  |  |  |  |  |  |  |  |  |  |  |
| |                                                  |  |  |  |  |  |  |  |  |  |  |  |  |  |  |  |
| |                                                  |  |  |  |  |  |  |  |  |  |  |  |  |  |  |  |
| | 13. Victoire xứ Sachsen-Coburg-Saalfeld          |  |  |  |  |  |  |  |  |  |  |  |  |  |  |  |
| |                                                  |  |  |  |  |  |  |  |  |  |  |  |  |  |  |  |
| |                                                  |  |  |  |  |  |  |  |  |  |  |  |  |  |  |  |
| | 27. Auguste Reuß xứ Ebersdorf (= 29)             |  |  |  |  |  |  |  |  |  |  |  |  |  |  |  |
| |                                                  |  |  |  |  |  |  |  |  |  |  |  |  |  |  |  |
| |                                                  |  |  |  |  |  |  |  |  |  |  |  |  |  |  |  |
| | 3. Alice của Liên hiệp Anh                       |  |  |  |  |  |  |  |  |  |  |  |  |  |  |  |
| |                                                  |  |  |  |  |  |  |  |  |  |  |  |  |  |  |  |
| |                                                  |  |  |  |  |  |  |  |  |  |  |  |  |  |  |  |
| | 28. Franz I xứ Sachsen-Coburg-Saalfeld (= 26)    |  |  |  |  |  |  |  |  |  |  |  |  |  |  |  |
| |                                                  |  |  |  |  |  |  |  |  |  |  |  |  |  |  |  |
| |                                                  |  |  |  |  |  |  |  |  |  |  |  |  |  |  |  |
| | 14. Ernst I xứ Sachsen-Coburg và Gotha           |  |  |  |  |  |  |  |  |  |  |  |  |  |  |  |
| |                                                  |  |  |  |  |  |  |  |  |  |  |  |  |  |  |  |
| |                                                  |  |  |  |  |  |  |  |  |  |  |  |  |  |  |  |
| | 29. Auguste Reuß xứ Ebersdorf (= 27)             |  |  |  |  |  |  |  |  |  |  |  |  |  |  |  |
| |                                                  |  |  |  |  |  |  |  |  |  |  |  |  |  |  |  |
| |                                                  |  |  |  |  |  |  |  |  |  |  |  |  |  |  |  |
| | 7. Albrecht xứ Sachsen-Coburg và Gotha           |  |  |  |  |  |  |  |  |  |  |  |  |  |  |  |
| |                                                  |  |  |  |  |  |  |  |  |  |  |  |  |  |  |  |
| |                                                  |  |  |  |  |  |  |  |  |  |  |  |  |  |  |  |
| | 30. August I xứ Sachsen-Gotha-Altenburg          |  |  |  |  |  |  |  |  |  |  |  |  |  |  |  |
| |                                                  |  |  |  |  |  |  |  |  |  |  |  |  |  |  |  |
| |                                                  |  |  |  |  |  |  |  |  |  |  |  |  |  |  |  |
| | 15. Luise Pauline xứ Sachsen-Gotha-Altenburg     |  |  |  |  |  |  |  |  |  |  |  |  |  |  |  |
| |                                                  |  |  |  |  |  |  |  |  |  |  |  |  |  |  |  |
| |                                                  |  |  |  |  |  |  |  |  |  |  |  |  |  |  |  |
| | 31. Luise Charlotte xứ Mecklenburg-Schwerin      |  |  |  |  |  |  |  |  |  |  |  |  |  |  |  |
| |                                                  |  |  |  |  |  |  |  |  |  |  |  |  |  |  |  |
| |                                                  |  |  |  |  |  |  |  |  |  |  |  |  |  |  |  |